# Sainte-Colombe-près-Vernon
Sainte-Colombe-près-Vernon è un comune francese di 278 abitanti situato nel dipartimento dell'Eure nella regione della Normandia.

## Società

### Evoluzione demografica
Abitanti censiti